# Aeroportul Sydney
Aeroportul Sydney (IATA: SYD, ICAO: YSSY) este un aeroport din Noul Wales de Sud, Australia ce deservește zona Sydney. Aeroportul a fost tranzitat în 2022 de 28.983.874 de pasageri. A fost deschis în 1933 și numit după zona deservită.
Situat la o altitudine de 6 m, aeroportul dispune de 3 piste. Este operat de Sydney Airports Corporation Limited⁠(d).

## Infrastructură

### Piste
Aeroportul dispune de 3 piste: 
- pista 07/25 din asfalt, cu dimensiunile 2.530 m × 45 m
- pista 16L/34R din asfalt, cu dimensiunile 2.438 m × 45 m
- pista 16R/34L din asfalt, cu dimensiunile 3.962 m × 45 m

### Terminale
Aerogara are în componență 3 terminale, Terminal 1⁠(d), Terminal 2⁠(d) și Terminal 3⁠(d).